# 高辻長直
高辻 長直（たかつじ ながなお）は、室町時代後期から戦国時代にかけての公卿。権大納言・高辻継長の子。官位は正二位・権大納言。

## 生涯
文明17年（1485年）に従三位に叙され、長享2年（1488年）に参議に任ぜられる。延徳元年（1489年）には式部大輔を兼ねて、北野の長者となった。
33年間にわたって氏長者の地位にあったが、東坊城和長は延徳4年（1492年）に長直が権中納言になった際に彼が「芸無才」にもかかわらず長者の地位に就けたことで以後昇進を遂げていくことに怒りを表している。
更に永正3年（1506年）に危篤状態となった長直が権大納言に任ぜられたのも彼自身の功績ではなく、死の間際の父親を昇進させてほしいと言う子・章長への同情と章長自身および五条為学の功績によるもので、長直自身の功績は考慮されなかった（なお、その後長直は奇跡的に回復している）。
とはいえ、同族の唐橋在数が九条政基・尚経父子に殺害された時には、一族を率いて政基父子を朝廷に告発した。また、孤児同然となった五条為学を養育して五条家を存続させるなど、氏長者としての役割を果たした。
また、自らの才能を認識していたためか、子・章長と五条為学を東坊城和長の門下としている。永正8年（1511年）に正二位に叙せられ、大永2年（1522年）、薨去。享年72。

## 系譜
- 父：高辻継長（1414-1475）
- 母：不詳
- 妻：藤波秀忠の娘
  - 長男：高辻章長（1469-1525）